# Evolvulus cordatus
Evolvulus cordatus är en vindeväxtart som beskrevs av Stefano Moricand. Evolvulus cordatus ingår i släktet Evolvulus och familjen vindeväxter. Inga underarter finns listade i Catalogue of Life.